# Cine de Estonia

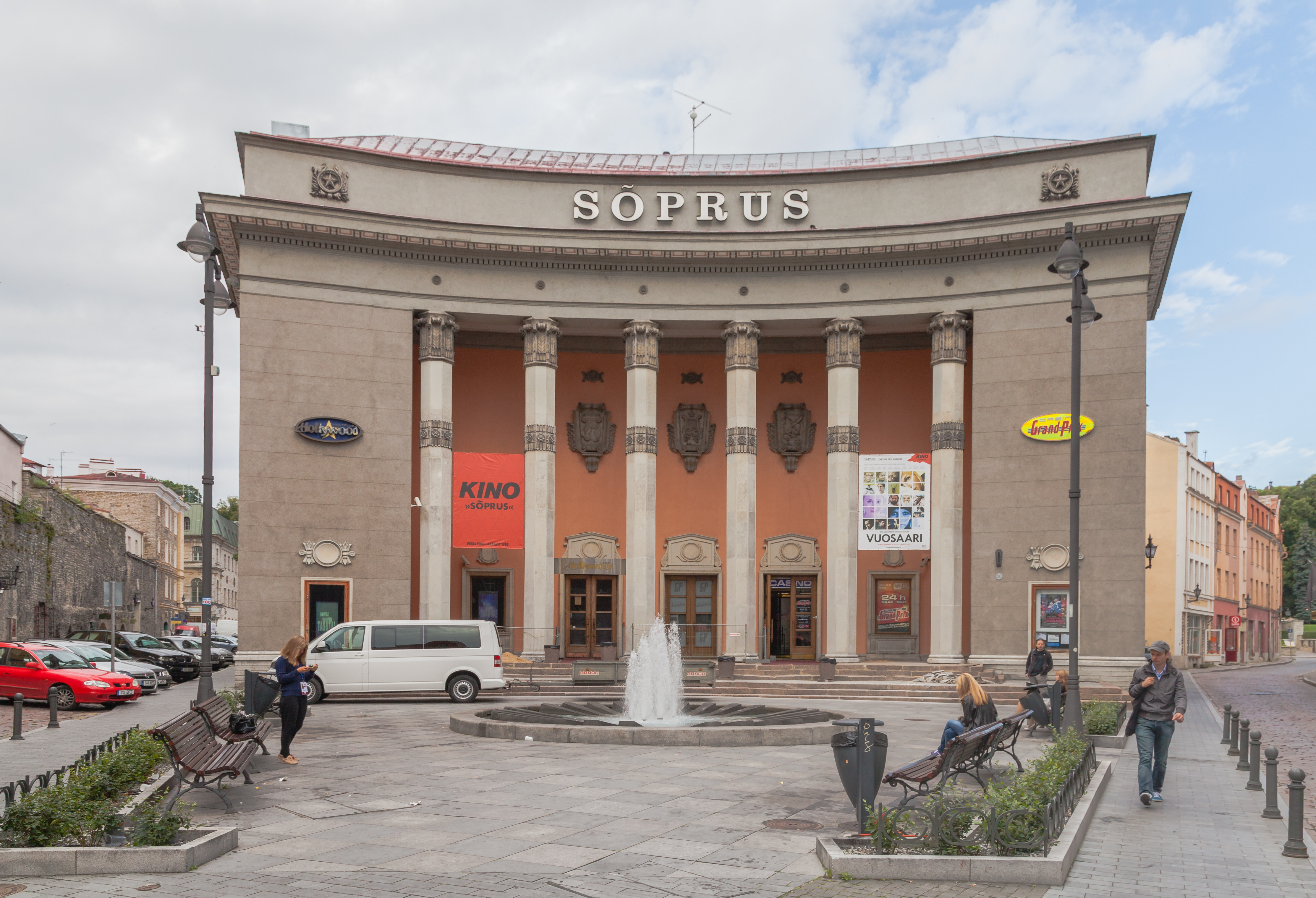
Cine Soprus en Tallin.

El cine de Estonia es la industria cinematográfica de la República de Estonia. Las producciones estonias han ganado premios internacionales y cada año nuevas películas del país se presentan en festivales de cine de todo el mundo.

## 1896-1911
Las primeras «imágenes en movimiento» se proyectaron en Tallin en 1896. El primer cine fue inaugurado en 1908. Ese mismo año se realizó el primer documental local con la producción de un noticiero sobre la visita del rey sueco Gustavo V a Tallin.

## 1912-1918
El primer documental estonio fue creado por Johannes Pääsuke en 1912, seguido por el cortometraje Karujaht Pärnumaal —Caza de osos en Pärnumaa— en 1914. El primer estudio cinematográfico en Estonia, Estonia Film Tartus —Estudio de Tartu de Estonia Film—, fue fundado por el propio Pääsuke (1892–1918). Produjo documentales, cortometrajes e imágenes de la naturaleza estonia para el Museo Nacional de Estonia. Karujaht Pärnumaal fue el primer cortometraje de ficción realizado en Estonia. En total, ocho películas realizadas por Pääsuke se han conservado y se almacenan en los Archivos Fílmicos de Estonia.

## 1918-1940

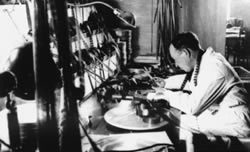
Konstantin Märska en el Cine Cultural Estonio de 1936.

El primer largometraje estonio fue realizado en 1924: Varjude mäng —La sombra del pasado—, dirigido por Konstantin Märska y producido por su compañía Konstantin Märska Filmiproduktsioon. De Märska se conservan dos películas: Vigased pruudid (1929) y Jüri Rumm (1929). Theodor Lutsu Filmiproduktsioon, el estudio de Theodor Luts y su esposa Aksella Luts, produjo documentales y películas de ficción. Su obra Noored kotkad —Águilas jóvenes— (1927), es considerada generalmente la piedra angular del cine estonio. Luts también dirigió la única película sonora estonia producida antes de la era soviética, Päikese lapsed —Los hijos del sol— (1932), una coproducción estonio-finlandesa. Poco después de finalizarla, se trasladó a Finlandia para trabajar como director de fotografía y no regresó a Estonia.
Entre los estudios de producción más pequeños de la época se encontraban Siirius Film y K. Kalamees Tartu. Tras la Gran Depresión, la principal productora de cine en Estonia fue Eesti Kultuurfilm —«Cine de Cultura Estonio»—, subvencionada por el Estado y centrada principalmente en documentales.
A finales de los años treinta, Miliza Korjus —nominada al Óscar y conocida por su papel en El gran vals (1938)—, hija de un teniente coronel estonio del Ejército Imperial Ruso y posteriormente jefe del Estado Mayor del Ministerio de Guerra de Estonia, tuvo una exitosa carrera en el cine de Hollywood. El primer cortometraje de animación estonio, Kutsu-Juku seiklusi, se realizó en 1931.

## 1940-1953
Durante el primer año de ocupación soviética (1940–1941), Eesti Kultuurfilm fue tomada por el Partido Comunista y rebautizada como Kinokroonika Eesti Stuudio —«Estudio Estonio de Noticiarios»—. En las primeras décadas del dominio soviético, tras la anexión de Estonia a la URSS en 1944 al finalizar la Segunda Guerra Mundial, la mayoría de los cineastas activos en el país provenían del interior de la Unión Soviética y tenían como tarea principal la creación de filmes propagandísticos que retrataran la victoria del socialismo, principalmente en forma de noticiarios y documentales, como el noticiario Eesti NSV —«Estonia Soviética»— (1950), realizado por Semión Semiónovich Shkólnikov, Vladimir Tomberg y otros.
Durante la ocupación alemana en la Segunda Guerra Mundial, Eesti Kultuurfilm fue conocida como Kinokroonika Tallinna Stuudio —«Estudio de Noticiarios de Tallin»— (1942). En 1947, ya bajo control soviético nuevamente, pasó a llamarse Tallinna Kinostuudio —«Estudio Cinematográfico de Tallin»—. Durante esta etapa se produjeron en Estonia dos largometrajes con temática soviética dirigidos por Gerbert Rappaport, un emigrado austríaco en la URSS: Elu tsitadellis —Vida en la ciudadela— (1947), y Valgus Koordis —La luz en Koordi— (1951), esta última la primera película en color realizada en Estonia.

## 1953-1991
Tras la muerte de Iósif Stalin en 1953, se inició un periodo de mayor liberalización en las políticas culturales de la Unión Soviética. Los cineastas empezaron a gozar de un mayor control artístico, aunque la financiación seguía proviniendo del Comité Estatal de Cinematografía (Goskino) en Moscú, mientras que los organismos censores del Estado soviético —Glavlit y el Departamento de Cultura del PCUS— mantenían el control sobre el estreno de las películas. En 1954, el Estudio Cinematográfico de Tallin fue renombrado como Kunstiliste ja Kroonikafilmide Tallinna Kinostuudio —«Estudio Tallin de Películas de Ficción y Noticiarios»—, y en 1963 adoptó el nombre de Tallinnfilm. Entre las primeras producciones de la era destacan Juunikuu päevad (1957) y Vallatud kurvid (también conocida como Opasniye Povoroty), codirigidas por el estonio Kaljo Kiisk, siendo esta última el primer largometraje dramático rodado en Kinopanorama (1959).
En la década de 1960, una obra del escritor estonio Eduard Bornhöhe sobre el príncipe Gabriel fue adaptada al cine por Arvo Valton. Grigori Kromanov fue designado director de Viimne reliikvia —La última reliquia—, estrenada por Tallinnfilm en 1969. La película batió el récord de taquilla en toda la Unión Soviética al vender 44,9 millones de entradas. Fue distribuida con éxito internacional por la exportadora soviética de cine en más de 60 países. El filme incluso influyó en la literatura estonia: dos relatos cortos nominados al premio Friedebert Tuglas entre 1970 y 1975 incluyen referencias a Viimne reliikvia.
Ese mismo año se estrenó otro hito del cine estonio: Kevade —Primavera—, dirigida por Arvo Kruusement y basada en la popular novela de Oskar Luts. Durante los años 1980 destacaron películas como Hukkunud Alpinisti hotell —El hotel del alpinista muerto—, de Kromanov, y varias cintas dirigidas por Kaljo Kiisk, como Nipernaadi (1983).
La directora más destacada de este periodo fue Leida Laius, conocida por Kõrboja peremees (1979) y Naerata ometi (1985), esta última galardonada con el Premio UNICEF en el Festival Internacional de Cine de Berlín de 1985. Otros filmes representativos del periodo soviético son Ideaalmaastik —El paisaje ideal— (1980), de Peeter Simm, Ma pole turist, ma elan siin —No soy turista, vivo aquí— (1988), de Peeter Urbla, y las películas de Jaan Kolberg al final de la era soviética: See kadunud tee —Ese camino perdido—, 1990) y Võlausaldajad —Acreedores— (1992). Entre los actores más importantes del cine estonio durante el periodo soviético se encuentran Rein Aren, con cerca de 30 papeles, Jüri Järvet y Leonhard Merzin.

## 1991-presente
Tras el colapso de la Unión Soviética y la recuperación de la independencia de Estonia, los costes de producción cinematográfica aumentaron drásticamente, lo que llevó a una fuerte caída en la actividad del sector durante la década de 1990. El punto más bajo se alcanzó en 1996, año en que no se produjo ningún largometraje de ficción y únicamente se realizaron dos documentales: Lipule... güüsile... valvel! y Turvalisuse illusioon.
En 1997, el Ministerio de Cultura de Estonia fundó la Fundación Cinematográfica de Estonia. Ese mismo año, el estreno de Minu Leninid —Todos mis Lenin—, una parodia sobre la Revolución soviética dirigida por Hardi Volmer, marcó el inicio de una recuperación en el cine estonio. En 1998 se produjeron dos largometrajes. Georgica, dirigida por Sulev Keedus, ganó el Premio FIPRESCI en el Festival de Cine de Estocolmo en 1998 y el Premio Especial del Prix Europa en 1999. Ristumine peateega —Cruce con la carretera principal—, de Arko Okk, obtuvo el Premio FIPRESCI en el mismo festival en 1999 y el premio OPERA PRIMA en el Festival Internacional de Cine de Uruguay en 2000. Además, fue la primera película estonia proyectada en el Festival Internacional de Cine de Hong Kong.
La película estonia más taquillera de 2002 fue Nimed marmortahvlil —Nombres en mármol—, dirigida por Elmo Nüganen. En 2003, la comedia Vanad ja kobedad saavad jalad alla —Made in Estonia—, de Rando Pettai, superó en la taquilla local a superproducciones como El señor de los anillos: Las dos torres. En 2004 debutaron dos jóvenes directores, Jaak Kilmi y René Reinumägi, con Sigade revolutsioon —La revolución de los cerdos—, que obtuvo el Premio Especial del Jurado y fue nominada al San Jorge de Oro en Moscú y al Gran Premio Asturias en el Festival de Gijón.
En 2007 se produjeron alrededor de diez largometrajes en Estonia. Uno de los más destacados fue Sügisball —El baile de otoño—, de Veiko Õunpuu, galardonado como «Mejor director» en los festivales de Tesalónica y Bratislava, además de obtener el Venice Horizons Award en la 64.ª Mostra de Venecia. Ese mismo año, Georg, dirigida por Peeter Simm, narró la vida del célebre cantante estonio Georg Ots. Entre las producciones más recientes sobresale The Temptation of St. Tony —La tentación de San Tony— (2009), también de Veiko Õunpuu, que obtuvo varios reconocimientos. En 2011, Estonia produjo ocho largometrajes, uno de ellos animado. En 2015, la primera película estonia nominada al Óscar a la «Mejor película internacional» fue Tangerines, dirigida por Zaza Urushadze. En 2019, otro largometraje, Verdad y justicia del director estonio Tanel Toom, fue incluido en la lista corta de nueve candidatas al Óscar en la misma categoría.

## Cine documental
Desde sus inicios, el cine estonio ha mostrado una clara inclinación por una mirada antropológica sobre su entorno. Entre los cineastas más jóvenes, destaca el nombre de Mark Soosaar, quien se dio a conocer en 1974 con Les Femmes de Kihnu (Kihnu Nanine). En 1987, junto con el entonces presidente Lennart Meri —él mismo autor de varios documentales—, fundó el Festival de Cine Documental y Antropológico de Pärnu. Läbi Pimeduse —A través de la oscuridad— (2002), presentado en el Festival Internacional de Films de Mujeres de Créteil, es un mediometraje de Renita y Hannes Lindtrop que retrata Sampa, una ciudad obrera de corte comunista.

## Resultados de la encuesta Top Ten 2002
Las diez mejores películas estonias de todos los tiempos, según una encuesta realizada en 2002 entre críticos de cine y periodistas del país, fueron las siguientes:
- Kevade —Primavera— (1969), dirigida por Arvo Kruusement.
- Hullumeelsus —Locura— (1968), dirigida por Kaljo Kiisk.
- Ideaalmaastik —Paisaje ideal— (1980), dirigida por Peeter Simm.
- Viimne reliikvia —La última reliquia— (1969), dirigida por Grigori Kromanov.
- Georgica (1998), dirigida por Sulev Keedus.
- Nipernaadi (1993), dirigida por Kaljo Kiisk.
- Hukkunud Alpinisti hotell —El hotel del alpinista muerto— (1979), dirigida por Grigori Kromanov.
- Naerata ometi —Sonríe, por favor— (1985), dirigida por Leida Laius y Arvo Iho.
- Põrgupõhja uus Vanapagan —El nuevo diablo de Põrgupõhja— (1964), dirigida por Grigori Kromanov y Jüri Müür.
- Tuulte pesa —El nido del viento— (1979), dirigida por Olav Neuland.